# Horodnic de Jos
Horodnic de Jos – wieś w Rumunii, w okręgu Suczawa, w gminie Horodnic de Jos. W 2011 roku liczyła 2003 mieszkańców. 